# Vajradhara-Ling
Pour l’article homonyme, voir Vajradhara.
Vajradhara-Ling (Le Jardin au Porteur de Diamant) est un centre de l'école kagyupa du bouddhisme tibétain situé à Aubry-le-Panthou dans l'Orne, près de Mortagne-au-Perche, en Normandie. Ce centre a le statut de congrégation bouddhique. 

## Histoire

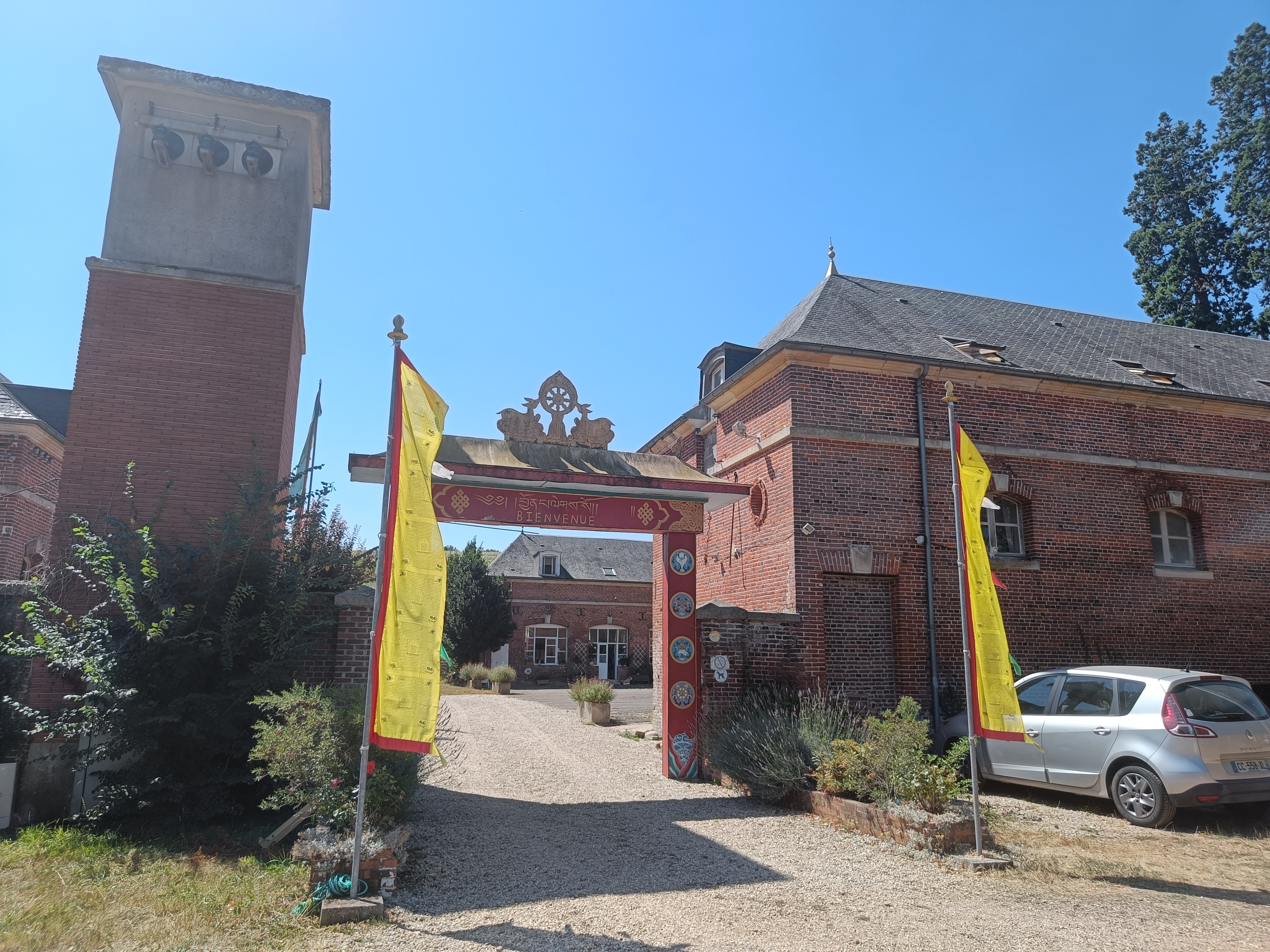
Portail du Vajradhara Ling

Ce centre est lié au centre Kagyu-Dzong de Paris, et tout comme lui, au 17e Karmapa, Orgyen Trinley Dorje. On dit qu’avant sa disparition, le 16e Karmapa Rangjung Rigpe Dorje avait prévu la construction de Vajradhara-Ling.  
« Le jardin du Bouddha Vajradhara » fut inauguré en 1982 par Kalou Rinpoché, qui en confia la responsabilité à son disciple, Lama Gyourmé.
La congrégation Dashang Kagyu Vajradhara Ling est axée sur la prière et la pratique. Elle s’ordonne autour d’un Temple, d’un stupa, de deux moulins à prières et d’un centre de retraite spirituelle. Le grand moulin à prières de Vajradhara-Ling contient 100 000 feuilles imprimées de mantras consacrés à Dorjé Sempa (Vajrasattva), le Bouddha de la purification. Le petit moulin à prière est actionné par un moulin à eau et tourne en permanence. 
En 1987, Lama Gyourmé a entrepris la construction d’un stupa dont le site fut consacré par Kalou Rinpoché et les fondations furent réalisées 2 ans plus tard. Ce stupa est dédié au souvenir du 16e Karmapa. 
Après sa construction, le stupa a été consacré par Taï Sitou Rinpoché le 15 juillet 1997. 

### Mahāmoudrā Ling

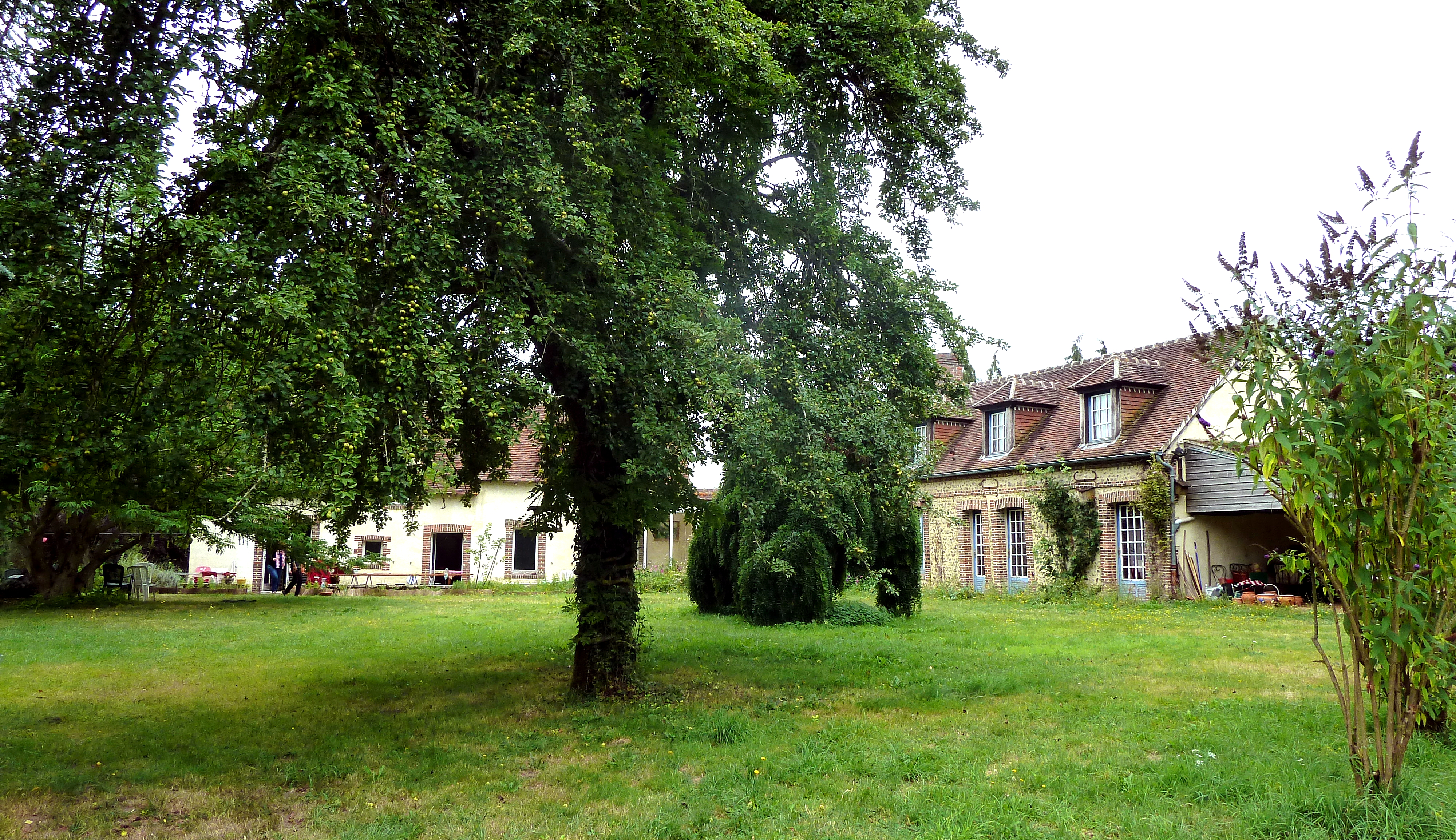
Mahāmoudrā Ling

En 1999, la congrégation a reçu en donation une propriété située à 60 km du centre, dans l'ancienne commune de Moulicent faisant maintenant partie de la nouvelle commune de Longny les Villages ; elle est aujourd’hui dénommée Mahāmoudrā-Ling (Jardin du grand Sceau digital) et transformée en centre de retraite pour les personnes désirant pratiquer le bouddhisme tibétain pour des périodes de 6 mois, 1 an ou plus. 

### Temple pour la paix

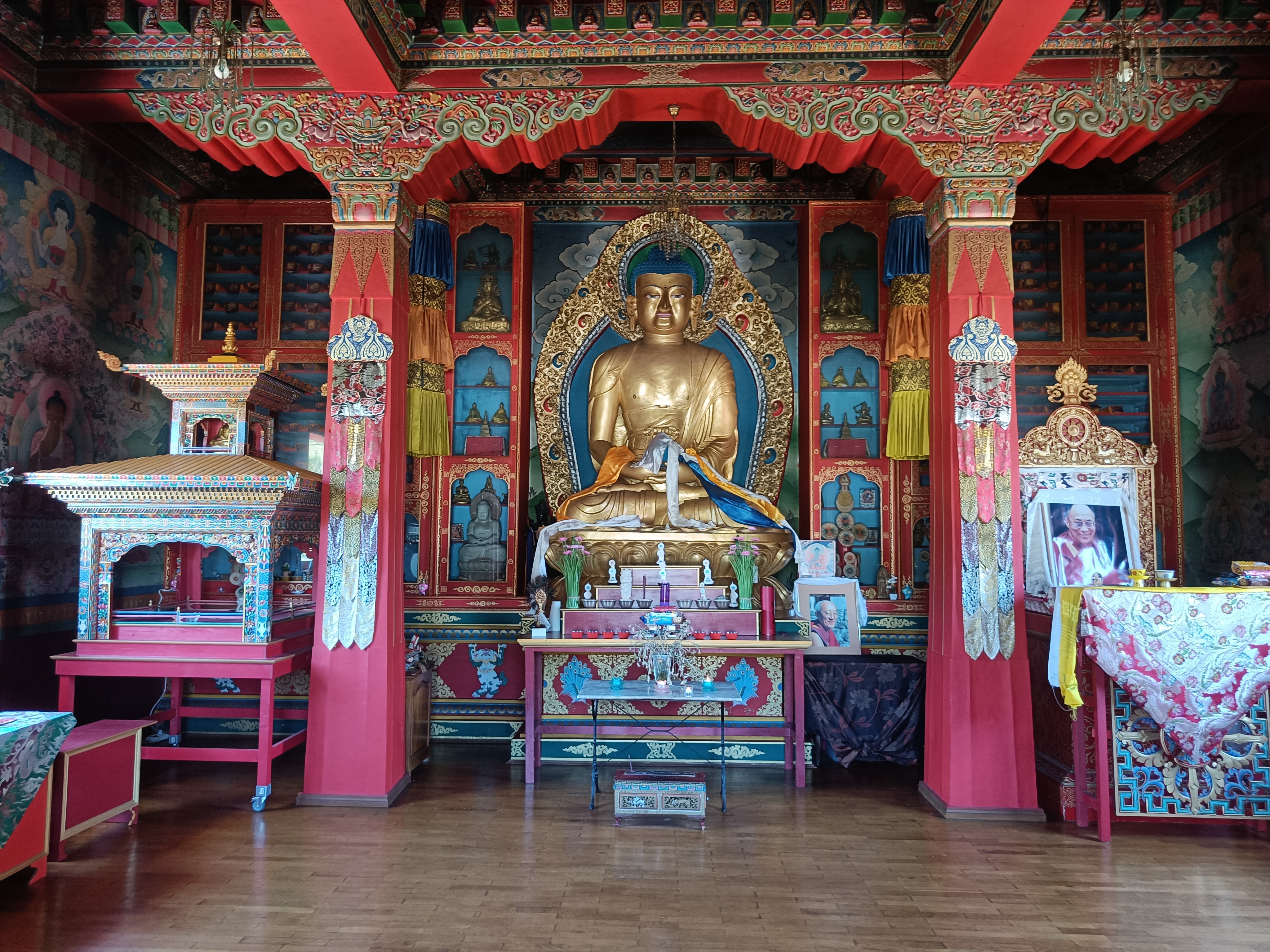
L'intérieur du stupa du Vajradhara Ling

La congrégation a aussi en projet de bâtir un Temple pour la Paix de 700 m2, qui sera un lieu d’enseignements, de manifestations interconfessionnelles, culturelles et scientifiques, et dédié à la Paix dans le monde. La première pierre a été posée le 21 septembre 2003 par le maître tibétain Tenga Rinpoché. Aujourd’hui la Congrégation continue à récolter les fonds nécessaires à la construction du Temple pour la Paix. En août 2016, Yongey Mingyour Rinpotché y a donné des enseignements et a été interviewé dans le cadre de l’émission Sagesses bouddhistes. Lors d'une visite en France en août 2008, le Dalaï Lama s'est rendu à Vajradhara-Ling notamment pour consacrer le site où sera construit le Temple,.